# Lịch sử Campuchia (1979–1993)
Giai đoạn này của lịch sử Campuchia bắt đầu từ ngày 7 tháng 1 năm 1979, khi chính quyền Campuchia Dân chủ của Khmer Đỏ bị lật đổ do Chiến dịch phản công biên giới Tây Nam của Việt Nam.
Tại hàng trăm ngôi làng Campuchia, quân đội Việt Nam được chào đón với sự mừng vui và khó tin là đã được cứu thoát. Khoảng 300 ngàn dân từ các tỉnh phía Tây và từ Phnom Penh bị buộc phải đi cùng quân Khmer Đỏ rút lui vào rừng. Đối với phần còn lại của Campuchia, người ta xem như đã được hồi sinh. Nhưng Campuchia giờ đây là một đất nước không có tiền tệ, thị trường, bưu điện hay trường học. Cả nước đầy rẫy những khu mộ tập thể và nhà chứa hài cốt. Những người dân yếu ớt còn sống sót đang đối mặt với nạn đói. Thay vì được hoan nghênh do đã lật đổ một chế độ mà cả thế giới lên án, Việt Nam phải chịu sự chỉ trích của quốc tế. Chính phủ Cộng hòa Nhân dân Campuchia chỉ được một số ít nước công nhận, trong khi Khmer Đỏ dù bị nhiều nước lên án nhưng vẫn được thừa nhận là thành viên hợp pháp của Liên Hợp Quốc.
Sau khi Quân đội Việt Nam rút toàn bộ khỏi Campuchia năm 1989, và các nỗ lực khôi phục hòa bình và hòa giải dân tộc diễn ra sau đó, thời kì Cộng hòa Nhân dân Campuchia chấm dứt, Campuchia trở thành quốc gia quân chủ lập hiến.

## Khmer Đỏ rút chạy và sự hậu thuẫn của Trung Quốc - Thái Lan
Khmer Đỏ rút chạy về phía Tây, hướng biên giới với Thái Lan, và chốt lại tại các căn cứ gần biên giới. Ieng Sary chạy khỏi Phnom Penh trên chuyến tàu cuối cùng sáng ngày 7 tháng 1, ra đến biên giới Thái Lan ngày 11 tháng một trong tình trạng đói, kiệt sức và mất dép. Trực thăng Thái đưa đoàn của Ieng Sary cùng Đài phát thanh của Khmer Đỏ đến sân bay Đôn Mường rồi từ đó đoàn bay tiếp đến Trung Quốc.
Ngày 13 tháng 1, Ieng Sary gặp Đặng Tiểu Bình. Đặng Tiểu Bình phê phán chiến dịch thanh trừng của Khmer Đỏ hơi quá đáng và quá rộng về phạm vi, gây cho Trung Quốc những sự bất tiện và mang lại nhiều kết quả xấu. Ông khuyên Khmer Đỏ nếu muốn được Trung Quốc giúp đỡ thì nên giữ Sihanouk ở vị trí đứng đầu chính phủ, Pol Pot làm thủ tướng tổng tư lệnh chịu trách nhiệm về quốc phòng. Cùng ngày hôm đó, Ủy viên Bộ chính trị Cảnh Biểu (耿飚), thứ trưởng ngoại giao Trung Quốc Hàn Niệm Long, cùng một vài thành viên trong Bộ tổng tham mưu quân đội Trung Quốc bay đến Bangkok bắt đầu bàn bạc về cách thức hợp tác giữa Trung Quốc và Thái Lan trong cuộc chiến tại Campuchia để hỗ trợ Khmer Đỏ.
Thái Lan đồng ý cho Khmer Đỏ sử dụng lãnh thổ của mình cho các công tác hậu cần, đồng ý cung cấp các phương tiện giao thông vận tải phục vụ Khmer Đỏ, đồng ý để các lãnh đạo Khmer Đỏ đi qua đất Thái Lan khi ra nước ngoài.
Ngày 16 tháng 1, Đài Campuchia Dân chủ bắt đầu phát sóng trở lại từ trong lãnh thổ Trung Quốc.
Cuộc xâm lược Việt Nam ở biên giới phía Bắc - "bài học" quân sự mà Trung Quốc dành cho Việt Nam - đã không lay chuyển quyết tâm của Việt Nam trong việc đóng quân lâu dài ở Campuchia. Mục tiêu của Trung Quốc là khôi phục quyền lực của đồng minh Khmer Đỏ, kể cả khi khả năng Khmer Đỏ trở lại nắm quyền tại Phnom Penh là cực kỳ nhỏ nhoi, việc Khmer Đỏ tiếp tục chiến tranh cũng đủ có lợi cho mục tiêu trung hạn của ngoại giao Trung Quốc. Một trong những lý do quan trọng cho việc Trung Quốc muốn để cho xung đột tại Campuchia tiếp tục kéo dài là mối lo sợ rằng một sự dàn xếp nhanh chóng sẽ chỉ có lợi cho Hà Nội, rằng khi một chính quyền Campuchia thân Việt Nam được hợp pháp hóa thì cả khối Đông Dương sẽ nằm dưới tầm ảnh hưởng của Hà Nội, gây thiệt hại lớn cho thế lực của Trung Quốc trong khu vực.
Việc giải quyết xung đột tại Campuchia vả khôi phục quan hệ thân thiện giữa Việt Nam và ASEAN sẽ chấm dứt liên minh giữa Trung Quốc và ASEAN. Ngược lại, một cuộc chiến dai dẳng tại Campuchia sẽ giữ Việt Nam và Liên Xô ở thế cô lập bị phần còn lại của thế giới phản đối, sẽ hút tiền của Liên Xô và cứa cho Việt Nam chảy máu. Trong khi Trung Quốc vẫn công khai đòi Việt Nam rút quân khỏi Campuchia, tháng 12 năm 1979, Đặng Tiểu Bình đã nói riêng với Thủ tướng Nhật Bản Masayoshi Ohira rằng "Trung Quốc nên giữ chân Việt Nam ở Campuchia vì như vậy họ sẽ phải chịu đựng thiệt hại ngày càng nhiều."
Về phần Thái Lan, mất Campuchia làm vùng đệm với Việt Nam, theo truyền thống trong lịch sử thì Thái Lan sẽ đem quân vào Campuchia để đánh quân Việt Nam. Nhưng trong thời hiện đại khả năng can thiệp trực tiếp đã bị loại bỏ tại một cuộc tranh luận nảy lửa đầu năm 1979 vì lý do không có chính danh ("Chúng ta nhảy vào với danh nghĩa gì? Khmer Đỏ ư?") Nhưng nhờ có hoạt động quân sự bền bỉ của Khmer Đỏ và quyết tâm của Trung Quốc trong việc tước bỏ sức mạnh của Việt Nam, chính cuộc xung đột kéo dài tại Campuchia đã có tác dụng như một vùng đệm mà Thái Lan muốn giữ.
Để hỗ trợ Khmer Đỏ, liên minh không chính thức giữa Bắc Kinh và Bangkok đã thiết lập một tuyến đường bí mật trên đất Thái tiếp tế cho Khmer Đỏ. Tàu Trung Quốc chở vũ khí đạn dược đến các cảng Sattahip và Klong Yai, từ đó, quân đội Thái chuyển hàng đến cho các trại đóng quân của Khmer Đỏ dọc theo biên giới Thái Lan - Campuchia. Sứ quán Trung Quốc tại Bangkok phối hợp với các thương gia người Thái gốc Hoa cùng quân đội Thái chịu trách nhiệm cung cấp lương thực, thuốc men, và hàng dân dụng cho Khmer Đỏ. Đổi lại, Trung Quốc trả phí vận chuyển cho quân đội Thái và cho phép quân đội Thái giữ lại một phần vũ khí. Trung Quốc cũng chuyển giao cho Thái công nghệ chế tạo vũ khí chống tăng với điều kiện một phần sản lượng sẽ được chuyển cho Khmer Đỏ.
Nhờ có sự giúp đỡ của Trung Quốc và quốc tế, từ tình trạng chỉ còn là những nhóm du kích đói rách sốt rét hồi cuối năm 1979, đến cuối năm 1980 lực lượng Khmer Đỏ đã hồi phục đầy đủ sức mạnh, với quân số tăng từ 20.000 lên 40.000. Đến cuối năm 1981, chiến tranh du kích của Khmer Đỏ thực hiện tại Campuchia lan rộng mạnh mẽ, gây mất an ninh tại những khu vực rộng lớn.

## Sihanouk đến Trung Quốc
Ngày 9 tháng 1 năm 1979, Sihanouk được Khmer Đỏ đưa đến New York với tư cách đại diện tối cao của Campuchia Dân chủ tại Liên Hợp Quốc. Trả lời báo chí, ông lên án Việt Nam đã xâm lược Campuchia, đồng thời gọi Pol Pot là "một tên đồ tể coi nhân dân Campuchia như gia súc dành cho lao động cưỡng bức hay như lợn dành cho lò mổ". Tại cuộc họp bất thường của Hội đồng Bảo an Liên Hợp Quốc, ông kêu gọi Liên Hợp Quốc trục xuất quân đội Việt Nam ra khỏi Campuchia. Ông đã nhận được nhiều ủng hộ, nhưng cuộc họp kết thúc bằng phiếu chống của Liên Xô.
Ngày 13 tháng 1, Sihanouk bí mật đề nghị và được Mỹ giúp thoát khỏi sự giam lỏng và kiểm soát của Khmer Đỏ và Trung Quốc. 
Ông muốn được tị nạn chính trị để thoát khỏi Khmer Đỏ. Mỹ từ chối do lo ngại ảnh hưởng xấu tới quan hệ giữa nước này và Trung Quốc. 
Pháp đồng ý nhưng với điều kiện ông bỏ hoàn toàn mọi hoạt động chính trị. Việt Nam gửi thông điệp qua đại sứ một nước không liên kết rằng ông được hoan nghênh trở về Phnom Penh giữ vị trí đứng đầu chính phủ Cộng hòa Nhân dân Campuchia.
Cuối cùng Đặng Tiểu Bình thuyết phục được Sihanouk đến sống ở Trung Quốc với lời hứa rằng ông sẽ không bị buộc phải tham gia liên minh với Khmer Đỏ.
Bắt đầu cuộc sống tại Bắc Kinh từ tháng 2 năm 1979, Sihanouk được Trung Quốc cung cấp một cuộc sống rất tiện nghi, nhưng quan hệ giữa hai bên ngày càng xấu đi. Trái với lời hứa của Đặng Tiểu Bình tại Washington, Trung Quốc nhanh chóng bắt đầu gây áp lực để Sihanouk nhận vị trí lãnh đạo một mặt trận liên minh. Ông liên tiếp từ chối, thậm chí còn kêu gọi loại bỏ Campuchia Dân chủ khỏi Liên Hợp Quốc và bỏ trống ghế của Campuchia cho đến khi một chính quyền đại diện được thành lập.
Sihanouk tiếp tục lên án Khmer Đỏ và phê phán chính sách của Trung Quốc về cái mà ông gọi là "đánh Việt Nam đến người Khmer cuối cùng". Theo ông, giải pháp duy nhất để giải quyết vấn đề Campuchia là một hội nghị quốc tế cam kết đảm bảo an ninh cho Việt Nam và khôi phục độc lập của Campuchia. Đầu năm 1980, ông thậm chí còn tuyên bố muốn trở về Campuchia làm một công dân bình thường. Những tuyên bố kiểu này của Sihanouk từ chính Bắc Kinh đã dẫn tới việc Sihanouk gần như bị cách ly. Các cuộc gặp gỡ của ông với phó tổng thống Mỹ Walter Mondale năm 1979, và với ngoại trưởng Thái Lan năm 1980, đã bị Trung Quốc ngăn cản.

## Tái thiết Campuchia
Được Việt Nam hậu thuẫn, ngày 8 tháng 1 năm 1979 Hội đồng Nhân dân Cách mạng nước Cộng hòa Nhân dân Campuchia do Heng Samrin làm Chủ tịch đã được thành lập.
Đảng Nhân dân Cách mạng Campuchia về danh nghĩa là đảng cầm quyền tại Campuchia. Nhưng tổ chức này mới được thành lập nên chưa đủ sức đảm nhận công việc vực dậy và đưa hoạt động của đất nước về trạng thái bình thường, lại càng chưa thể bảo vệ chính phủ mới khỏi trước sức mạnh quân sự của Khmer Đỏ.
Hàng ngàn công chức và kỹ thuật viên Việt Nam đã được đưa sang Campuchia để khôi phục hệ thống điện, nước ở Phnom Penh, đưa hệ thống đường sắt vào hoạt động trở lại. Các bệnh viện và trạm xá được mở lại với các bác sĩ dân y và quân y Việt Nam cùng một số bác sĩ Campuchia còn sống sót qua thời Khmer Đỏ. Hàng trăm người Campuchia được gửi sang Việt Nam học các khóa cấp tốc về chăm sóc sức khỏe, giáo dục, ngân hàng, ngoại thương, và an ninh. Hệ thống chuyên gia Việt Nam được thiết lập. A-40 là ban chuyên gia cao cấp gồm một số ủy viên trung ương Đảng Cộng sản Việt Nam có trách nhiệm giữ liên lạc giữa hai đảng và cố vấn tất cả các vấn đề quan trọng. Nhóm B-68 gồm các chuyên gia trung cấp làm việc tại các bộ trong chính phủ Campuchia và tham gia việc ra quyết định hằng ngày. Nhóm A-50 gồm các chuyên gia làm việc với chính quyền cấp tỉnh. 
Ở các vùng nông thôn, chuyên gia Việt Nam từ các tỉnh kết nghĩa cũng làm việc tại các công sở cấp tỉnh. Dưới cấp tỉnh, hoạt động chuyên gia do quân tình nguyện Việt Nam đảm nhận.
Nhà nước Campuchia phát hành đồng riel mới năm 1980, sau thời kỳ thị trường vận hành bằng gạo và vàng. Thị trường phát triển mạnh nhờ buôn lậu quy mô lớn tại biên giới Thái Lan. Sự giúp đỡ của quốc tế giúp đẩy lui nạn đói. Campuchia nhanh chóng hồi sinh.
Năm 1981, một hiến pháp mới được thông qua, tiếp theo là bầu cử toàn quốc chọn ra Quốc hội gồm 117 thành viên từ 148 ứng cử viên gồm các cựu thành viên Khmer Đỏ, Khmer Issarak, và các trí thức còn sống sót qua chế độ Pol Pot.
Quân đoàn 4 của Việt Nam chịu trách nhiệm bảo vệ Campuchia với lực lượng khoảng 180.000 quân.

## Ngoại giao
Không chỉ Trung Quốc coi việc Việt Nam đóng quân ở Campuchia là một sự thách thức, các nước ASEAN cũng rất lo ngại cuộc chiến sẽ lan rộng do Campuchia không còn vùng đệm truyền thống giữa Thái Lan và Việt Nam - hai quốc gia trong lịch sử đã luôn cạnh tranh về quyền kiểm soát vùng đồng bằng sông Mekong. Trong khi cuộc chiến tranh đã mở ra cơ hội chưa từng có cho lợi thế quân sự của Liên Xô trong khu vực, các đồng minh trong khu vực và phương Tây của Thái Lan cũng bị kéo vào cuộc xung đột.
Liên Xô cùng 11 quốc gia và tổ chức trong 88 thành viên của Phong trào các nước không liên kết chính thức công nhận chính phủ Cộng hòa Nhân dân Campuchia.
Nhưng Việt Nam vẫn phải chịu chỉ trích của thế giới về sự can thiệp vào Campuchia, tiếp theo là những lệnh cấm vận kinh tế. Do đó, các chính sách ngoại giao của Việt Nam đã đặt ưu tiên hàng đầu cho mục tiêu hợp pháp hóa chính quyền Cộng hòa Nhân dân Campuchia.
Nỗ lực này đã làm Khmer Đỏ không còn tiếng nói tại Phong trào các nước không liên kết, tuy không loại bỏ được ghế của họ.
Tại Liên Hợp Quốc thì Việt Nam không thành công. Tại kì họp tháng 9 năm 1979, nỗ lực của Việt Nam trong việc loại bỏ ghế của Campuchia Dân chủ thất bại. Dù có quyền phủ quyết của Liên Xô, 6 phiếu ủng hộ (trong đó có Mỹ) của Credential Commitee đã đủ để giữ ghế cho Campuchia Dân chủ. Hội đồng Liên Hợp Quốc đã thông qua quyết định đó ngày 21 tháng 9 với 71 phiếu thuận, 35 chống, và 34 trắng. Chính quyền Pol Pot nay chỉ còn là một nhóm du kích trong rừng nhưng lại được bầu là đại diện hợp pháp duy nhất của nhân dân Campuchia.
Từ đây, cuộc đấu tranh ngoại giao tại Liên Hợp Quốc đòi Việt Nam rút quân khỏi Campuchia để giành quyền tự quyết cho người Campuchia đã tạo ra một liên minh gồm hơn 100 quốc gia hỗ trợ Khmer Đỏ - chính thế mà nhiều nước trong số đó đã và vẫn đang lên án mạnh mẽ. Việc Liên Hợp Quốc tiếp tục công nhận Khmer Đỏ đồng nghĩa với việc Việt Nam tiếp tục bị cô lập về chính trị.
Trên trường quốc tế, tuy Khmer Đỏ vẫn giữ được ghế tại Liên Hợp Quốc nhờ các nỗ lực liên minh của Mỹ-ASEAN-Trung Quốc, sự hỗ trợ quốc tế có nguy cơ giảm dần. Từ năm 1980, báo chí phương Tây được mở rộng cửa vào Campuchia, tự do đi lại lấy tin tức. Các phóng sự và phim của họ đã làm toàn thế giới rùng mình và dẫn đến việc Anh và Úc rút sự thừa nhận đối với chính phủ Campuchia Dân chủ. Mùa thu năm 1980, ngoại trưởng Mỹ Edmund Muskie đã muốn dùng phiếu trắng cho cuộc bỏ phiếu tín nhiệm đối với Campuchia Dân chủ tại Liên Hợp Quốc. Tuy nhiên, do sức ép mạnh mẽ từ Trung Quốc, từ các đại sứ Mỹ tại các nước ASEAN, và từ Brzezinski, Muskie đồng ý bỏ phiếu thuận. Các vận động hành lang của liên minh Mỹ-Trung Quốc-ASEAN đã giúp đạt được 97 phiếu thuận cho nghị quyết Liên Hợp Quốc kêu gọi Việt Nam rút quân.
Dù vậy, các nước ASEAN ngày càng nhận rõ rằng không chỉ cần cải thiện hình ảnh của Khmer Đỏ mà còn phải mở rộng cơ sở của phong trào chống Việt Nam để giữ được sự hỗ trợ của thế giới phi cộng sản đối với chính thể Campuchia Dân chủ. Ý tưởng về một liên minh Khmer chống Việt Nam được hình thành, dù không được Trung Quốc ủng hộ do lo ngại một liên minh như vậy với các nhân vật như Sihanouk và Son Sann sẽ làm suy giảm quyền lực của Khmer Đỏ.

## Liên minh các phái Campuchia chống Việt Nam
Việc Việt Nam nhanh chóng đánh bại Khmer Đỏ khiến Thái Lan lo ngại, và Thái Lan đồng ý cho lực lượng đối lập Campuchia thiết lập căn cứ tại vùng biên giới để tạo thành một vùng đệm giữa Việt Nam và Thái Lan. Hoa Kỳ thoạt đầu tuyên bố trung lập, nhưng Trung Quốc tích cực hỗ trợ Khmer Đỏ với ngân khoản 80 triệu dollar hàng năm, và vận động Hoa Kỳ viện trợ cho các phe đối lập. Hoa Kỳ tiếp tục tiến hành cấm vận kinh tế với Việt Nam, và từ khi quân Việt Nam tiến vào Phnom Penh, hủy bỏ đàm phán bình thường hóa quan hệ với Việt Nam. Các khoản viện trợ cho Việt Nam và chính quyền Phnom Penh đều bị ngưng lại. Hoa Kỳ và đồng minh gây áp lực để cả Ngân hàng phát triển châu Á (Asian Development Bank) và Ngân hàng thế giới (World Bank) ngưng các khoản vay cho chính phủ Hà Nội và Phnom Penh.

Căn cứ các lực lượng chống đối 1979-1984

Tháng 7 năm 1981, dự thảo nghị quyết Hội nghị Quốc tế về Campuchia ICK do ASEAN đề xuất (Thủ tướng Singapore Lý Quang Diệu là người viết chính) có nội dung mang xu hướng hòa giải với Việt Nam. Dự thảo phản ánh quan điểm đồng thuận của ASEAN rằng chính sách của Trung Quốc làm Việt Nam chảy máu không phục vụ lợi ích chung của khối; một nước Việt Nam suy yếu và sự khôi phục quyền lực của chính quyền Khmer Đỏ thân Trung Quốc sẽ đảo lộn nghiêm trọng cân bằng trong khu vực; việc thiết lập một chính phủ độc lập và không liên kết tại Campuchia qua bầu cử sẽ giải quyết các mối quan ngại về an ninh của Thái Lan và Việt Nam, và làm cho Trung Quốc không còn lý do can thiệp vào vùng Đông Nam Á lục địa. Bản dự thảo còn hứa hẹn sau khi giải quyết vấn đề Campuchia sẽ có hỗ trợ quốc tế cho việc tái thiết nước Việt Nam đã bị chiến tranh tàn phá. Dự thảo cũng yêu cầu sau việc Việt Nam rút quân là việc giải giáp vũ khí của tất cả các lực lượng Khmer cùng với một cơ chế chính thể chuyển tiếp để tổ chức bầu cử tự do.
Ngay khi cuộc hội thảo bắt đầu tại Liên Hợp Quốc ngày 13 tháng 7, bản dự thảo của ASEAN bị Trung Quốc và Khmer Đỏ phản đối mạnh mẽ. Ý định mời Đảng Nhân dân Cách mạng Campuchia tham dự hội nghị bị hủy bỏ. Các câu chữ thừa nhận mối quan ngại chính đáng của Việt Nam về an ninh bị rửa trôi. Các nước ASEAN cố gắng đấu tranh đòi giữ nội dung về giải giáp vũ khí Khmer Đỏ và thành lập chính phủ chuyển tiếp.
Nhưng Trung Quốc giữ lập trường vững chắc bảo vệ Khmer Đỏ đến cùng, họ viện luật quốc tế để khẳng định rằng không thể "yêu cầu một thành viên hợp pháp của Liên Hợp Quốc hạ vũ khí", không thể "áp đặt chính quyền lâm thời trên lãnh thổ của một thành viên hợp pháp của Liên Hợp Quốc vừa là nạn nhân của sự hiếu chiến". Trong khi ngoại trưởng Singapore, nguyên trưởng khoa Luật Đại học Singapore, phản đối vì "luật pháp không áp dụng cho bọn man rợ này."  Đang cần xoa dịu Trung Quốc sau sự kiện Tổng thống Ronald Reagan tuyên bố về quan hệ ngoại giao chính thức với Đài Loan, Mỹ đứng về phía Trung Quốc gây sức ép buộc các nước ASEAN thỏa hiệp.
Chịu khuất phục áp lực của Trung Quốc và Mỹ, các nước ASEAN chấp thuận để bản nghị quyết có ngôn ngữ thỏa hiệp ở mức tương đương với việc từ bỏ hai nội dung quan trọng nói trên.
Sau nhiều đàm phán, cuối cùng một Chính phủ liên hiệp Campuchia Dân chủ cũng được thành lập vào ngày 22 tháng 6 năm 1982, với Sihanouk làm tổng thống, Son Sann là thủ tướng, Khieu Samphan giữ chức phó tổng thống kiêm ngoại trưởng. Các điều khoản của liên minh có vẻ thiên về hướng có lợi cho Khmer Đỏ: chấp nhận 4 điều kiện của họ về cấu trúc 3 phái, không bên nào được giữ ưu thế, ra quyết định theo đồng thuận, và giữ nguyên quốc ca quốc kì. Khmer Đỏ cũng tiếp tục giữ quyền đảm nhiệm các hoạt động ngoại giao như trước. Ngoài ra, Khmer Đỏ còn có quyền rút ra khỏi liên minh mang theo cái tên Campuchia Dân chủ, điểm này chấm dứt hy vọng của các phái phi cộng sản về cơ hội lấy được tính hợp pháp của cái tên Campuchia Dân chủ từ Khmer Đỏ.
Sự ra đời của chính quyền liên minh đã làm tăng vị thế quốc tế của ASEAN và đem lại sức sống mới cho các phái Campuchia chống Việt Nam. Từ năm 1982, Việt Nam ngừng thách thức uy tín của Campuchia Dân chủ tại Liên Hợp Quốc. Số nước bỏ phiếu ủng hộ nghị quyết do ASEAN đưa ra chống Việt Nam đăng từ 91 năm 1979 lên con số kỉ lục 114 vào năm 1985. ASEAN và Mỹ phát triển một chương trình viện trợ kinh tế, quân sự, và đào tạo cho các phái phi cộng sản trong Chính phủ Liên hiệp. Ngoài hỗ trợ khổng lồ mà Bắc Kinh dành cho Khmer Đỏ, Trung Quốc và Triều Tiên cũng cung cấp viện trợ cho các phái phi cộng sản. Nhờ đó, lực lượng quân sự của các phái này phát triển lên gần 30 ngàn.
Tuy nhiên, trong lòng liên minh ba phái luôn có lục đục nội bộ. Thỉnh thoảng lại có các cuộc chạm súng giữa Khmer Đỏ và lực lượng các phái phi cộng sản. ASEAN cùng hai phái phi cộng sản đề nghị Khmer Đỏ loại bỏ Pol Pot, Ieng Sary và Ta Mok ra khỏi chính quyền, nhưng Khmer Đỏ từ chối và Trung Quốc giận dữ dọa cắt viện trợ.
Trong khi đó, phe ủng hộ Son Sann thì phản đối Sihanouk, còn Sihanouk thì nhiều lần đe dọa từ chức.
Thiệt hại lớn nhất của liên minh ba phái là vào năm 1985, khi chiến dịch truy quét quy mô lớn kéo dài 5 tháng của Quân tình nguyện Việt Nam chấm dứt khái niệm ảo về lãnh thổ của Campuchia Dân chủ. Liên minh mất toàn bộ các căn cứ trên đất Campuchia, trong đó có thủ đô lâm thời đặt tại một ngôi làng có tên Phum Thmei trong rừng sát biên giới Thái Lan. Khmer Đỏ rút một phần về Thái Lan, một phần chia nhỏ và ẩn trong nội địa. Hai phe Sihanouk và Son Sann rút hẳn vào trong lãnh thổ Thái Lan. Mâu thuẫn giữa hai phái Sihanouk và Son Sann lên đỉnh điểm vào tháng 12 năm 1985, ASEAN phải can thiệp và quyền chỉ huy lực lượng KPNLF (mặt trận giải phóng quốc gia của nhân dân Campuchia) chuyển sang cho quân đội Thái đảm nhiệm.

## Hoạt động quân sự của Việt Nam
Việt Nam hy vọng có thể nhanh chóng truy quét và tiêu diệt tàn quân Khmer Đỏ trước khi mùa khô 1979-1980 kết thúc. Nhưng kết cục không được như ý muốn của họ, và cuộc xung đột trên đất Campuchia kéo dài trong tiếp 12 năm sau đó. Tháng 9 năm 1979, quân Việt Nam bắt đầu tiến về biên giới phía tây Campuchia nhằm truy quét các lực lượng tàn quân Khmer Đỏ rải rác trong các trại tị nạn dọc biên giới Thái Lan-Campuchia. Quân Khmer Đỏ cố gắng tập hợp lực lượng, nhưng khả năng chống trả của Khmer Đỏ chỉ giới hạn trong phạm vi các cuộc chạm trán lẻ tẻ.
Trong thời gian đó, các lực lượng kháng chiến Campuchia phi-cộng sản (NCR) cũng thành lập, như MOLINAKA, hay phe của cựu thủ tướng Son Sann, do tướng Dien Del tổ chức và tuyển mộ với tên gọi KPNLFA, rồi đổi tên thành KPNLF với khoảng 8-9 ngàn quân, nhưng lực lượng này không phải là mối đe dọa với chính quyền Phnom Penh được Việt Nam bảo trợ." Hoàng thân Sihanouk cũng thành lập lực lượng kháng chiến bảo hoàng với tên gọi FUNCINPEC.

Căn cứ-trại tị nạn các lực lượng chống đối Campuchia

Từ năm 1979 đến giữa năm 1985, quân đội Việt Nam thực hiện các chiến dịch quân sự truy quét đánh phá các căn cứ của Khmer Đỏ. Tháng 1 năm 1980, chiến dịch quân sự nhằm vào Khmer Đỏ tại Phnom Chhat bắt đầu. Các cuộc đụng độ giữa các lực lượng NCR và quân Việt Nam cũng diễn ra và lan sang cả lãnh thổ Thái Lan. Thời gian này, Khmer Đỏ bắt đầu tái xâm nhập Campuchia từ Thái Lan với khoảng 3-4 ngàn quân. Khi mùa mưa tới, họ đã tái tổ chức lực lượng, chỉ huy và huấn luyện, bắt đầu các cuộc giao tranh quy mô nhỏ như đánh du kích, phục kích, pháo kích quấy rối.
Việc Thái Lan cho phép các lực lượng đối lập thiết lập căn cứ trên lãnh thổ mình bị chính quyền Phnom Phenh và Việt Nam coi là hành vi thù nghịch. Vì lý do đó, các đơn vị vũ trang của Việt Nam tiến hành các cuộc đột kích qua biên giới Thái đánh vào các trại tị nạn của các phe Khmer đối lập. Tình hình biên giới Thái Lan-Campuchia tiếp tục căng thẳng trong mùa khô 1980-1981 khi quân Việt Nam tiến hành một đợt luân chuyển quân lớn với lực lượng lên tới 10 sư đoàn. Về phần mình, Khmer Đỏ cũng tiến hành các hoạt động quân sự nhắm vào các mục tiêu là các đơn vị quân sự lớn hơn, chủ yếu quanh Xiêm Riệp và đường số 6. Họ cũng mở rộng địa bàn hoạt động về phía đông quanh Phnom Malai, nằm khoảng 20 km về phía nam thị trấn Aranyaparthet-Poipet, tỉnh Battambang. Việc Khmer Đỏ sử dụng mìn bẫy gây ra rất nhiều thương vong. Tuy nhiên, ngoại trừ bờ đông bắc của Biển Hồ Tonlé Sap và vài vị trí rải rác ở Kampong Cham, cả Khmer Đỏ lẫn các lực lượng NCR đều không thể công nhiên chống cự lại quân Việt Nam/chính quyền Phnom Pênh.
Lực lượng Việt Nam và chính phủ Phnom Phênh tiếp tục truy đuổi và giáng những đòn nặng nề vào các nhóm chống đối. Năm 1982, trong một chiến dịch dữ dội nhất kể từ khi quân Việt Nam tiến vào lật đổ Khmer Đỏ, sư đoàn 7 Việt Nam đánh vào trại Sokh San của KPNLF, buộc họ phải bỏ chạy vào Thái Lan cùng 9.000 dân. Tới tháng 7 năm 1982, các bộ trưởng ba nước Đông Dương tuyên bố Việt Nam sẽ rút quân từng phần khỏi Campuchia đơn phương và vô điều kiện. Ngay lập tức, các lực lượng đối lập tăng cường các hoạt động quân sự. Quân Khmer Đỏ tăng cường hoạt động vũ trang tại các tỉnh Kampot, Takeo, Kampong Cham và Kampong Thom. Các lực lượng NCR cũng tiến hành một chiến dịch quân sự lớn nhất kể từ trước đến giờ từ các căn cứ ở biên giới với Thái Lan phía bắc, nhằm tuyên truyền và thu thập tin tức tình báo.
Tình hình quân sự tại Campuchia trong năm 1983 trở nên xấu đi. Chiến dịch mùa khô năm 1983 kéo dài hơn, dữ dội hơn và tàn khốc hơn giao chiến trong suốt 4 năm trước đó. Tháng 1 năm 1983, các đơn vị nhỏ của KPNLF tấn công các đồn tiền tiêu của quân Việt Nam. Để trả đũa, tới 31 tháng 1, khoảng 4.000 quân Việt Nam, được pháo hạng nặng và xe tăng hỗ trợ, mở cuộc hành quân sáu ngày càn vào căn cứ Nong Chan của KPNLF, khiến cho 30 ngàn dân trong trại này bỏ chạy sang đất Thái. Trại này là một căn cứ quan trọng của KPNLF, bị đánh phá nặng nề. Tới 31 tháng 3, quân Việt Nam lại đánh vào các căn cứ Phnom Chhat và Chamkar Kor là các căn cứ chỉ huy của Khmer Đỏ, khiến 30 ngàn dân tại trại này bỏ chạy sang Thái Lan. Tới 4 tháng 4, trại O Smach (căn cứ của MOLINAKA) cũng bị quân Việt Nam tấn công.
Tiếp đó, quân Việt Nam quay sang đánh vào một căn cứ của KPNLF, khiến 50 ngàn dân Campuchia tại căn cứ này chạy sang Thái Lan, hàng trăm người bỏ mạng trước khi tới được biên giới. Trong lúc giao tranh diễn ra, quân Việt Nam truy kích quân Khmer Đỏ qua biên giới và lần đầu tiên giao chiến với quân Thái Lan. Tới tháng 4, chiến dịch mùa khô kết thúc, quân Việt Nam rút về các căn cứ của mình. Theo nhận định của các quan sát viên, Việt Nam không còn kiên nhẫn để tiến hành các hoạt động quân sự giới hạn. Quân Việt Nam thậm chí sẵn lòng truy kích ráo riết lực lượng chống đối và không ngần ngại đánh vào các căn cứ/trại tị nạn với đông dân cư.
Dù tăng cường các hoạt động quân sự, Việt Nam vẫn không đạt được mục đích của mình là tiêu diệt các lực lượng chống đối. Tương quan lực lượng năm 1984 là Việt Nam có khoảng 180 ngàn quân tại Campuchia, so với khoảng 17 ngàn quân của KPNLF, và khoảng 50 ngàn quân Khmer Đỏ và khoảng 5 ngàn quân thuộc lực lượng Sihanouk. Cũng kể từ đây, bản chất hoạt động quân sự tại Campuchia cũng thay đổi. Các lực lượng chống đối tiếp tục các hoạt động du kích chiến quấy rối, tiêu hao, phá hoại tại các tỉnh tây bắc. Hoạt động quân sự thành công nhất của họ là đánh thiệt hại nặng một khu dự trữ nhiên liệu của quân đội Việt Nam tại Phnom Kraom. Về phần mình, quân Việt Nam lần đầu tiên duy trì sức ép quân sự trong suốt mùa mưa, thay vì rút về căn cứ khi mùa khô chấm dứt. Quân Việt Nam tiếp tục chiếm đóng các vị trí tiền tiêu dọc biên giới và các căn cứ tại phía bắc cũng như căn cứ Sokh San ở phía nam.

Căn cứ-trại tị nạn các lực lượng chống đối Campuchia kể từ sau năm 1985

Tình hình chiến sự tại Campuchia còn trở nên quyết liệt hơn trong năm 1985. Quân Việt Nam huy động khoảng 60 ngàn quân cho chiến dịch này, cùng với hàng chục ngàn dân công Campuchia xây đường và mở rộng các sân bay dã chiến tại khu vực biên giới. Cuối tháng 12 năm 1984, khoảng 1.000 quân Việt Nam đánh hạ căn cứ Nong Samet, khiến 66 ngàn dân tại trại này bỏ chạy sang Thái. Tháng 1 năm 1985, khoảng 4.000 quân Việt Nam, với hơn 30 xe tăng và xe bọc thép hỗ trợ, đánh vào căn cứ Ampil của lực lượng KPNLF với 5.000 quân phòng ngự và triệt hạ hoàn toàn căn cứ này sau 36 tiếng. Quân Việt Nam/chính phủ Phnom Penh mở chiến dịch đánh vào căn cứ lớn của Khmer Đỏ tại Phnom Malai, mà họ định đánh chiếm năm 1982 nhưng bất thành. Chiến dịch mùa khô năm 1984-85 là chiến dịch lớn chưa từng có kể cả về quy mô, thời gian và mức độ thành công. Giữa tháng 2, khoảng 30 ngàn quân Việt Nam tiến công căn cứ Phnom Malai, được khoảng 10 ngàn quân Khmer Đỏ phòng ngự (ước tính khác cho biết khoảng 36 ngàn quân Việt Nam và 17 ngàn quân Khmer Đỏ). Chỉ sau hai ngày giao chiến, căn cứ này thất thủ, hơn 30 ngàn dân sống tại trại này tràn sang đất Thái Lan chạy trốn chiến sự. Số quân Khmer Đỏ tại trại này tản mát theo hướng ngược lại, tiến sâu vào nội địa Campuchia để phối hợp với chừng 30 ngàn quân Khmer Đỏ tiến hành chiến tranh du kích. Tới tháng 3, căn cứ Green Hill cũng thất thủ, 3000 quân Sihanouk rút sang Thái. Như vậy trong một loạt chiến dịch bắt đầu từ tháng 11 năm 1984 cho tới giờ, quân Việt Nam đánh chiếm hết căn cứ này tới căn cứ khác của lực lượng chống đối Campuchia, đẩy khoảng 230 ngàn dân trong các căn cứ này qua biên giới Thái Lan và cắt đường tiếp tế cho các lực lượng du kích chống đối trong nội địa Campuchia. Tuy nhiên giành được thắng lợi, quân Việt Nam không triệt để tiêu diệt được quân Khmer Đỏ, và khi quân Việt Nam rút đi, quân Khmer Đỏ lại chiếm đóng các vị trí cũ và tái xây dựng lại khu căn cứ. Do rất nhiều khu căn cứ của quân NCR bị đánh chiếm và phá hủy, Son Sann đề xuất liên hợp lực lượng KPNLF của mình với lực lượng của Sihanouk.
Sau các chiến dịch 1984-85 của Việt Nam, lực lượng đối lập bị nhiều tổn thất. Phe KPNLF với lực lượng ước tính từ 12-15 ngàn lính mất khoảng 1/3 lực lượng do thương vong và đào ngũ. Kể từ năm 1986, lực lượng NCR quyết định không đương đầu với quân Việt Nam tại các căn cứ biên giới nữa mà xâm nhập sâu vào nội địa Campuchia để hoạt động. Tới năm 1986, tình hình trở nên rõ ràng là không có bên nào có thể giành chiến thắng quyết định trong cuộc xung đột, và biên giới Thái Lan-Campuchia trở nên yên tĩnh trở lại, với các bên tham chiến ngưng các chiến dịch quân sự dọc biên giới.
Thời gian này, nền kinh tế Việt Nam ở tình trạng vô cùng khó khăn, Việt Nam bị cô lập trên trường quốc tế ngoại trừ khối Liên Xô. Lệnh cấm vận kinh tế của Mỹ còn dẫn đến việc nhiều nước không quan hệ thương mại với Việt Nam, các tổ chức như Ngân hàng thế giới và Quỹ tiền tệ Quốc tế không giúp Việt Nam. Trong khi đó, chi phí cho việc đóng quân tại Campuchia chiếm từ 40% đến 50% ngân sách quân sự của Việt Nam
Ngày 16 tháng 8 năm 1985, thông cáo của cuộc họp các bộ trưởng ngoại giao ba nước Đông Dương tại Phnom Penh tuyên bố Việt Nam sẽ rút quân hoàn toàn khỏi Campuchia, quá trình rút quân sẽ hoàn thành năm 1990.
Tuyên bố rút quân đơn phương này là một thay đổi lớn so với chính sách trước đó của Việt Nam là "sẽ xem xét việc rút quân khi không còn mối đe dọa từ Trung Quốc".
Tuy nhiên, 1985 vẫn là năm bế tắc trong ngoại giao. Các phái Campuchia chống Việt Nam từ chối đàm phán với chính phủ Cộng hòa Nhân dân Campuchia do Việt Nam ủng hộ, còn Việt Nam và Cộng hòa Nhân dân Campuchia không chấp nhận sự tham gia của Khmer Đỏ. Tuyên bố rút quân đơn phương của Việt Nam bị lờ đi và riễu là không thành thực.
Năm 1989, Cộng hòa Nhân dân Campuchia đã đủ mạnh để tự bảo vệ. Tháng 12 cùng năm, Quân đội Việt Nam hoàn thành rút quân toàn bộ khỏi Campuchia.

## Liên Hợp Quốc và các nỗ lực khôi phục hòa bình
Các nỗ lực khôi phục hòa bình diễn ra sôi động trong thời gian 1989 và 1991 với hai hội nghị quốc tế ở Paris, và một phái đoàn gìn giữ hòa bình Liên Hợp Quốc giúp đỡ duy trì ngừng bắn.
Ngày 23 tháng 10 năm 1991, Hội nghị Paris tái họp để ký kết một thỏa ước tổng thể, trao cho Liên Hợp Quốc quyền giám sát ngừng bắn, hồi hương người tị nạn Khmer dọc theo biên giới Thái Lan, giải giáp và giải ngũ các phe xung đột, chuẩn bị tiến hành bầu cử tự do. Hoàng thân Sihanouk, Chủ tịch Hội đồng Quốc gia Tối cao Campuchia (SNC), và các thành viên khác của SNC trở về Phnom Penh tháng 11 năm 1991, bắt đầu quá trình hòa giải tại Campuchia. Phái đoàn Tối cao Liên Hợp Quốc về Campuchia (UNAMIC) được triển khai cùng thời gian đó để duy trì liên lạc giữa các phe phái, bắt đầu các chiến dịch tháo mìn và đưa người tị nạn, khoảng 370 ngàn người, trở về từ Thái Lan.
Trong cuộc bầu cử do Liên Hợp Quốc tổ chức năm 1993, có hơn 4 triệu người Campuchia (chừng 90% số người trong độ tuổi bầu cử) bỏ phiếu, mặc dù Khmer Đỏ, vốn không chịu giải giáp và giải ngũ, tìm cách đe dọa và ngăn chặn một số người tham gia bầu cử. Đảng FUNCINPEC của hoàng thân Ranariddh nhận được nhiều phiếu nhất, khoảng 45.5% số phiếu, tiếp theo là Đảng Nhân dân Campuchia của Hun Sen, rồi đến Đảng Dân chủ Tự do Phật giáo. Đảng FUNCINPEC tiếp đó thành lập chính phủ liên minh với các đảng phái tham gia bầu cử, với quốc hội gồm 120 thành viên. Quốc hội thông qua hiến pháp mới ngày 24 tháng 9, theo đó Campuchia sẽ là một quốc gia quân chủ lập hiến, đa đảng, với cựu hoàng Sihanouk được đưa lên làm vua trở lại. Hoàng thân Ranariddh và Hun Sen trở thành Thủ tướng thứ nhất và thứ hai trong Chính phủ Hoàng gia Campuchia (RGC).

### Nội dung cơ bản Hiệp định Paris 1991 về vấn đề tái lập hòa bình tại Campuchia
Hiệp định có tến đầy đủ là Hiệp định về một giải pháp chính trị toàn diện cho cuộc xung đột Campuchia. Tham gia hiệp định gồm Úc, Brunei, Campuchia, Canada, Trung Quốc, Pháp, Ấn Độ, Indonesia, Nhật Bản, Lào, Malaysia, Philippines, Singapore, Thái Lan, Liên Xô, Anh, Hoa Kỳ, Việt Nam và Cộng hòa Liên bang Xã hội chủ nghĩa Nam Tư, đại diện Tổ chức quốc tế có Liên hợp quốc.
Hiệp định có 9 chương, 32 điều. Nội dung cơ bản bao gồm:
1. Về mặt bội độ của Campuchia: Hội đồng Dân tộc tối cao Campuchia trao tất cả quyền lực cần thiết cho LHQ thi hành hiệp định
- LHQ đưa một lực lượng, trong đó có bộ phận quân sự vào Campuchia kiểm soát ngừng bán, rút quân nước ngoài, chấm dứt viện trợ quân sự nước ngoài
- Với lý do bảo đảm cho Tổng tuyển cử được tự do và công bằng LHQ trực tiếp kiểm soát 5 bộ: Quốc phòng, Nội vụ, Ngoại giao, Tài chính, Thông tin và một số cơ quan, tổ chức khác nếu xét thấy có thể trực tiếp ảnh hưởng tới kết quả bầu cử
- LHQ là người tổ chức Tổng tuyển cử theo tỷ lệ hàng tỉnh
- LHQ tiến hành giải ngũ 70% quân đội các bên, kiểm soát số lượng cảnh sát được phép giữ lại, số 30% quân đội còn lại sẽ được giải ngũ trước Tổng tuyển cử hoặc chính phủ mới quyết định số quân này vào quân đội quốc gia hay giải thể nốt
- Hội đồng Dân tộc tối cao Campuchia chỉ đưa ra những khuyến nghị với đại diện Tổng thư ký LHQ về các hoạt động ở Campuchia, còn quyền quyết định tối hậu thuộc về đại diện đặc biệt của TTK LHQ

2. Về mặt quốc tế:
- Nước ngoài rút quân khỏi Campuchia, các nước cam kết chấm dứt viện trợ quân sự cho các bên Campuchia
- Nhà nước Campuchia trong tương lai sẽ thi hành một chính sách trung lập, không có quân đội (trên thực tế Campuchia tái lập quân đội năm 1993), không có căn cứ quân sự nước ngoài, quan hệ hữu nghị với tất cả các nước
- Các nước cam kết tôn trọng quy chế trung lập đó của Campuchia